# The Rubens
The Rubens — австралийская рок-группа из города Менэгл, штат Новый Южный Уэльс.

## История
Коллектив был основан в 2011 году братьями Сэмом, Заком и Эллиоттом Марджин вместе с их другом детства, Скоттом Болдуином. К числу групп, определивших музыкальный стиль The Rubens, относятся Stone Temple Pilots и Kings of Leon, исполняющие соответственно пост-гранж и гаражный рок. Дебютный сингл The Rubens «Lay It Down» попал на ротацию к австралийской национальной радиостанции Triple J, а в конце года критики Triple J поместили «Lay It Down» на 57-ю строчку в своём списке ста наиболее популярных песен 2011 года. Видеоклип на второй сингл «My Gun» был номинирован на премию Австралийской ассоциации звукозаписывающих компаний в категории «Лучшее видео», но уступил ленте Мисси Хиггинс «Everyone’s Waiting». Дебютный полноформатный альбом коллектива, озаглавленный The Rubens, достиг 3-го места в хит-параде ARIA Charts, а также был номинирован на награду Triple J «J Award» как «Альбом года».

## Дискография
- 2011 — «Lay It Down»
- 2012 — «My Gun»
- 2012 — The Rubens
- 2016 — «Hoops»
- 2016 — «Hoops» (Deluxe Edition)
- 2018 — «Lo La Ru»

## Участники группы
- Сэм Марджин — вокал, гитара
- Зак Марджин — соло-гитара
- Эллиотт Марджин — клавишные, бэк-вокал
- Скотт Болдуин — ударные